# Journal of Environmental Science and Health Part C – Environmental Carcinogenesis & Ecotoxicology Reviews
Das Journal of Environmental Science and Health Part C – Environmental Carcinogenesis & Ecotoxicology Reviews, abgekürzt J. Environ. Sci. Health Pt. C – Environ. Carcinog. Ecotoxicol. Rev., ist eine wissenschaftliche Fachzeitschrift, die vom Taylor&Francis-Verlag veröffentlicht wird. Derzeit erscheint die Zeitschrift mit vier Ausgaben im Jahr. Es werden Übersichtsarbeiten veröffentlicht, die sich mit der Umweltkarzinogenese beschäftigen.
Der Impact Factor der Zeitschrift lag im Jahr 2018 bei 3,517.